# Montreat College
Montreat College (pronunciado "mon-treet") es una universidad cristiana privada en Montreat, Carolina del Norte. Fundada en 1916, la universidad ofrece programas de asociado, licenciatura y maestría para estudiantes tradicionales y adultos. El campus principal de la universidad para estudiantes tradicionales de cuatro años está ubicado en las estribaciones de las montañas Blue Ridge en las afueras de Asheville, Carolina del Norte.

## Historia
En 1897, el ministro congregacionalista John C. Collins, de New Haven, Connecticut, se unió a varios asociados de ideas afines de otras denominaciones, incluido el evangelista Weston R. Gales, para formar la Mountain Retreat Association. "La corporación no era propiedad de una denominación, pero era interdenominacional en su composición sin conexión ni control con la iglesia. La idea original de Montreat ha cambiado, crecido y desarrollado hasta lo que es ahora. Su nombre se deriva de las palabras 'Mountain Retreat'". 
La organización original declaró su propósito de la siguiente manera: "...establecer y mantener en la sección montañosa de Carolina del Norte, un municipio que contenga terrenos de reunión para el fomento de la obra cristiana y la vida a través de convenciones cristianas, culto público, obra misional, escuelas, bibliotecas, hogares de huérfanos, capacitación de manuales y oficios y otras operaciones auxiliares e incidentales a los mismos, también un centro comunitario y de salud con lugares para alojamiento, permanente y temporal, para la salud, el descanso, la recreación, el trabajo cristiano y el compañerismo, junto con todo lo que con ellos esté relacionado, directa o incidentalmente." 
Hoy en día, el nombre Montreat se utiliza para al menos tres entidades diferentes, incluido Montreat College. La Asociación Mountain Retreat original fue adaptada como centro de conferencias presbiteriano menos de diez años después de su fundación. JR Howerton de Charlotte, Carolina del Norte, compró Montreat para uso de la Iglesia Presbiteriana de los Estados Unidos (también conocida informalmente como la Iglesia Presbiteriana del Sur).
En 1913, Robert C. Anderson, entonces presidente de la Mountain Retreat Association, propuso que los terrenos y las instalaciones de la Asociación se utilizaran como escuela durante el año académico. En 1915, un Comité Interino de la Asamblea General de la Iglesia Presbiteriana de EE. UU. informó: "1. Hemos realizado un examen cuidadoso de la propiedad de Montreat y creemos que se podría adaptar para fines escolares instalando instalaciones de calefacción y añadiendo De esta manera se podrían proporcionar fácilmente equipos escolares para entre 350 y 400 alumnos. 2. Hemos considerado cuidadosamente las diversas escuelas dentro de los límites de nuestra Asamblea General y bajo el control de los distintos Sínodos y Presbiterios. Creemos que una necesidad de nuestro sistema escolar eclesiástico es una Escuela Normal cristiana para Maestros. Creemos que Montreat está bien ubicada y adaptada para una escuela de esta naturaleza." 
La Escuela Normal Montreat abrió sus puertas en octubre de 1916. Anderson fue el primer presidente. Según el Asheville Citizen, el propósito de la escuela, además de capacitar a las niñas para carreras docentes, era "dar educación cristiana a niñas dignas en edad de escuela secundaria y preparatoria que desean educación y cuyo carácter y propósito aseguran el mejor uso de ella. " 
Después de haber recibido un estatuto del estado de Carolina del Norte en enero de 1917, el 'Comité Gestor' de la Asociación Mountain Retreat votó en julio de ese año para proporcionar edificios, terrenos y equipos a la escuela durante ocho meses al año. La escuela sería responsable de pagar los servicios públicos que utilizaba y las reparaciones ordinarias.
De esta manera, se creó el predecesor de Montreat College como parte de la Mountain Retreat Association para hacer uso durante todo el año de las instalaciones que antes se utilizaban solo para conferencias de verano. Pero desde el principio, "las cuentas de la Mountain Retreat Association y del Montreat College se mantuvieron separadas. Nunca se transfirió dinero de uno a otro". 
En 1934, Montreat College se convirtió en un colegio universitario. Posteriormente, la universidad ofreció un plan de estudios de cuatro años. A finales de la década de 1950, volvió al estado de universidad junior.
La ciudad de Montreat se fundó en 1967 después de que la Mountain Retreat Association decidiera dejar de mantener la infraestructura del centro de retiro. La Junta Directiva acordó voluntariamente renunciar a "todos los poderes y funciones municipales y permitir que Montreat se rija por las leyes del condado de Buncombe y el estado de Carolina del Norte".
Entre los benefactores de la escuela a lo largo de los años se encontraban el evangelista Billy Graham y su esposa, Ruth Graham, que vivían en la comunidad. Estuvieron involucrados activamente con los estudiantes de la escuela durante muchos años. Durante una época en la que se definía la identidad de la escuela, los Graham donaron un total de 150.000 dólares durante un período de tres años.
En 1962, Calvin Thielman, que había estado viviendo en Montreat durante algún tiempo como asistente especial de Billy Graham, fue llamado pastor de la Iglesia Presbiteriana de Montreat. Al mismo tiempo, se desempeñó como primer capellán de los estudiantes del Montreat-Anderson College. Ocupó ambos puestos hasta 1992, cuando Ed Bonner fue llamado capellán de la universidad. Thielman continuó como pastor de la Iglesia hasta su jubilación en 1995.
En 1975, la universidad y el centro de conferencias de la Mountain Retreat Association formaron dos organizaciones separadas: Vaughn se desempeñó como presidente de la universidad y Monroe Ashley, un ministro bautista que había realizado un trabajo extenso en el ministerio de campamentos y conferencias, se desempeñó como presidente de la Mountain Retreat Association.
En la década de 1980, Montreat se amplió nuevamente para ofrecer un plan de estudios de cuatro años. Posteriormente también ofreció programas de posgrado. En la década de 1990, amplió el número de sitios donde ofrecía clases, además de ofertas en línea.
Después de la Gran Recesión de 2008, Montreat College tuvo problemas financieros. En 2013, consideró fusionarse con Point University. Esta idea fue abandonada más tarde.
En marzo de 2014, después de una donación anónima de 6 millones de dólares, los fideicomisarios decidieron recaudar dinero y contratar a un nuevo presidente. Paul J. Maurer asumió el cargo el verano siguiente.

### Presidentes
- Robert Campbell Anderson (1916-1947)
- J. Rupert McGregor (1947-1957)
- Calvin Grier Davis (1959-1972)
- Silas M. Vaughn (1972-1991)
- William W. Hurt (1991-2002)
- John S. Lindberg (2002-2003)
- Dan Struble (2004-2013)
- Paul Maurer (2014 hasta la actualidad)

## Instalaciones
Muchos de los edificios más antiguos están construidos con piedra. En los primeros días, Emilie Miller Vaughan lo describió así: "Me gustaría poder contarles el paisaje de aquí y del retiro. Las personas que han viajado dicen que sólo es igualado por Suiza".

## Perfil académico
El programa tradicional de Montreat College atrae a más de 662 estudiantes que buscan una educación en artes liberales centrada en Cristo en áreas de estudio que van desde administración de empresas y ciberseguridad hasta estudios de recreación al aire libre, comunicaciones y negocios musicales. Cuenta con más de 90 mayores, menores y concentraciones.
La Escuela de Estudios de Adultos y Posgrado comenzó a ofrecer clases el 19 de septiembre de 1994. Con programas en línea y campus físicos en Asheville, Charlotte y Morganton, la universidad busca atender a adultos en la fuerza laboral, o jubilados, que desean obtener un título universitario, así como a aquellos que desean ampliar sus horizontes. En junio de 1998, Montreat College fue acreditado por la Comisión de Universidades de la Asociación de Universidades y Escuelas del Sur como institución de nivel tres para ofrecer la maestría en administración de empresas. Esta acreditación fue reafirmada en diciembre de 2012.

## Vida de estudiante
En el otoño de 2021, el cuerpo estudiantil tradicional del campus de Montreat estaba formado por 662 estudiantes de pregrado. La Escuela de Estudios de Posgrado y Adultos consta de 311 estudiantes adultos de pregrado, posgrado y en línea.

## Atletismo
El Montreat los equipos atléticos se apellidan el Cavaliers. La universidad es una miembro  de la Asociación Nacional de Intercollegiate Atletismo (NAIA), principalmente compitiendo en el Appalachian Conferencia Atlética (AAC) desde el 2001–02 año académico. Eran también un miembro del Nacionales Asociación Atlética Universitaria cristiana (NCCAA), principalmente compitiendo como un independiente en la Región Del sur de la #Reparto II nivel.
Montreat compite en 22 deportes universitarios interuniversitarios: los deportes masculinos incluyen béisbol, baloncesto, campo a través, golf, lacrosse, fútbol, tenis, atletismo y lucha libre; mientras que los deportes femeninos incluyen baloncesto, campo a través, golf, lacrosse, fútbol, sóftbol, tenis, atletismo, voleibol y lucha libre; y los deportes mixtos incluyen animación competitiva, baile competitivo y tiro al blanco en arcilla.

## En la cultura popular
- Montreat College aparece en la novela de 2009 One Second After y sus secuelas One Year After y The Final Day, escrita por William R. Forstchen. Es profesor de Historia y miembro de la facultad allí.
- El exjugador de baloncesto y autor Allen Jones asistió a Montreat Junior College entre 1970 y 1971 y escribe sobre su experiencia en la escuela en sus memorias de 2009, The Rat That Got Away.[16] [17]

## Exalumnos notables
- Abdul Bangura, futbolista profesional y miembro de la selección nacional de Sierra Leona
- Joseph Chambers, ministro
- Cylk Cozart, actor, director, escritor y productor
- Carlos Crawford, lanzador de Grandes Ligas
- Franklin Graham, evangelista y misionero
- Sammy Stewart, lanzador de la MLB y campeón de la Serie Mundial de 1983 con los Orioles de Baltimore